# Luftlandeoperation

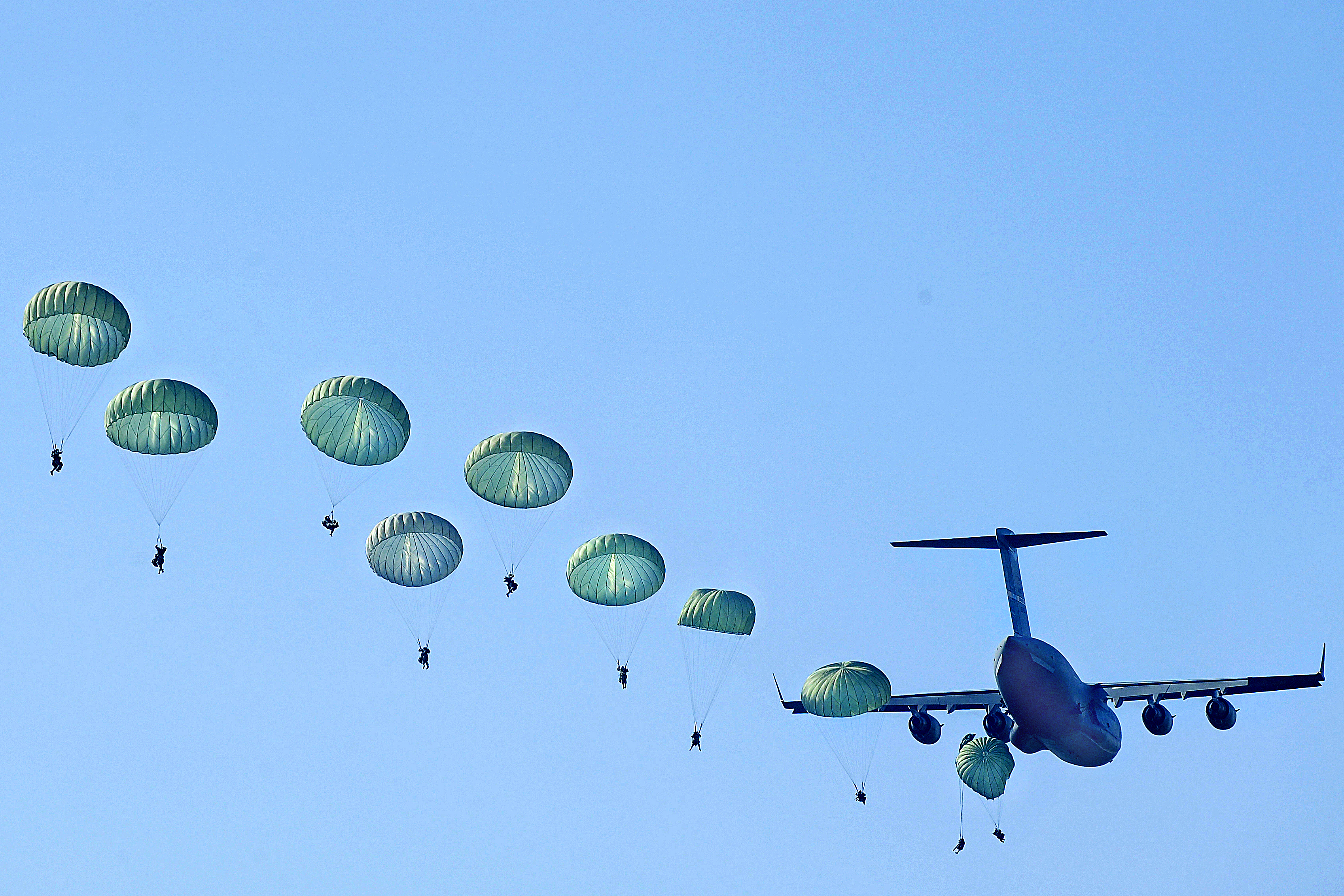
Absetzen von US Army Rangers aus Globemaster III (2009)

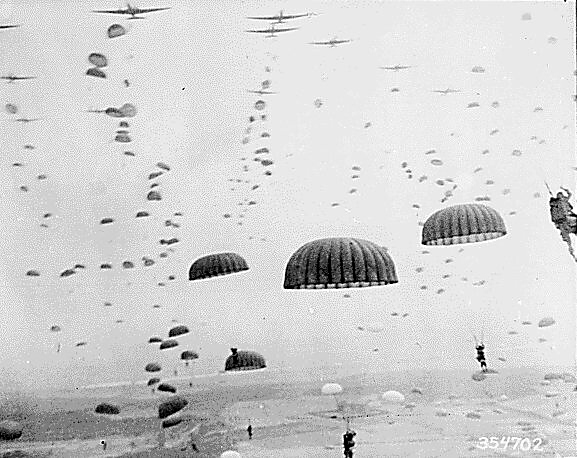
Die 1st Allied Airborne Army (Vereinigte Staaten) im September 1944 über Holland bei der Operation Market Garden, die seinerzeit größte Luftlandeoperation des Zweiten Weltkriegs

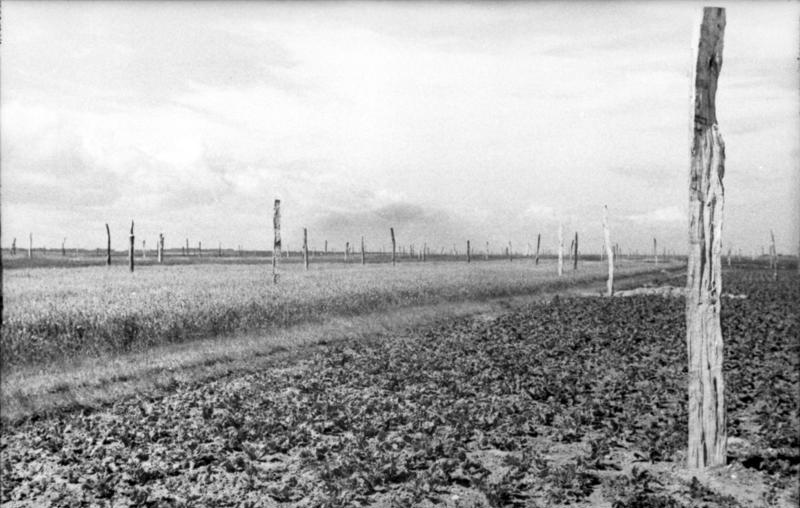
Holzpfähle, sogenannte Rommelspargel, zur Verhinderung von Luftlandungen mit Lastenseglern in Frankreich (1944)

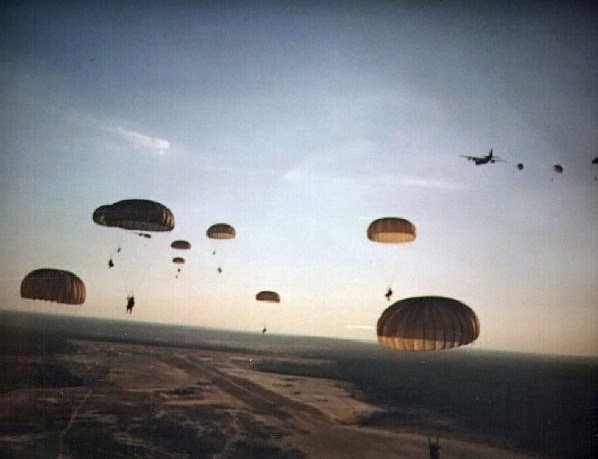
Absprung von US Army Rangers über Grenada (1983)

Eine Luftlandeoperation oder Luftlandung ist meist die Verlegung von Luftlandetruppen oder anderen Heerestruppen aus der Luft auf den Boden in ein feindliches Gebiet per Fallschirm oder mit Luftfahrzeugen, meist Hubschraubern. Zusätzlich zur Verbringung von Soldaten werden auch schwere Waffen, Munition, Fahrzeuge und Luftlandepanzer im Lufttransport verbracht und abgeworfen.

## Allgemein
Der Auftrag ist meist die Einnahme von Schlüsselgelände oder der Angriff von Feindverbänden in deren Rücken.
Luftlandungen werden von dafür speziell ausgebildeten Soldaten, die den Land- oder Luftstreitkräften angehören, durchgeführt.
Das erste bekannte Luftlande-Kommando-Unternehmen der Militärgeschichte führten Rudolf Windisch und Maximilian von Cossel vom 2. bis 3. Oktober 1916 durch. Oberleutnant von Cossel wurde von Vizefeldwebel Windisch südwestlich von Rowno mit dem Flugzeug (Roland C.II) abgesetzt. Cossel unterbrach die Bahnstrecke Rowno-Brody durch mehrere Sprengungen und nach 24 Stunden wurde er wieder von Windisch mit dem Flugzeug abgeholt.
Der amerikanische Brigadegeneral William Mitchell (1879–1936) entwickelte bereits im Ersten Weltkrieg die Idee, mit 2000 Flugzeugen eine Fallschirmspringerdivision hinter der Front der 5. deutschen Armee abzusetzen und die Festung Metz einzunehmen. Als aus technischer Sicht undurchführbar erklärt, schied er nach einer im Jahr 1925 gegen ihn geführten Gerichtsverhandlung aus dem United States Army Air Service aus. Sowohl der italienische Generalstab als auch der Generalstab der Streitkräfte der Vereinigten Staaten untersuchten jedoch in den 1920er Jahren den Einsatz von Soldaten, die mit Fallschirm oder Flugzeug angelandet werden sollten. Dies wurde jedoch halbherzig durchgeführt und hatte keine Konsequenzen für die Einsatzdoktrin der jeweiligen Armeen.
In der damaligen Sowjetunion wurde bereits Anfang der 1930er Jahre Gerät für Luftlandungen entwickelt. Die TB-3 war das einzige Flugzeug der damaligen Zeit, das in der Lage war, 30 Fallschirmspringer in einem Anflug abzusetzen. Dabei mussten jedoch alle Springer ihren Schirm manuell öffnen. Unter Leitung von Michail Nikolajewitsch Tuchatschewski entstand in der 11. Schützendivision der erste motorisierte Luftlandeverband. Im Jahr 1932 wurde diese Einheit zu einer Brigade aufgestockt und es entstanden weitere Luftlandetruppen. Beim Manöver im Kiewer Militärbezirk im Jahr 1935 wurden 1200 Fallschirmspringer und weitere 2500 Soldaten mit leichten Geschützen und Panzern durch Anlandung mit Flugzeugen ins Gefechtsgebiet verlegt.
Die Vereinigten Staaten, Großbritannien und Frankreich forcierten die Entwicklung von Luftlandetruppen nicht. Frankreich stellte im Jahr 1937 zwei Luftinfanteriekompanien auf und schaffte diese 1940 wieder ab.
Die Wehrmacht begann im Herbst 1935 mit dem Aufbau von Fallschirmtruppen.
Zeitgleich mit dem Beginn des Westfeldzugs am 10. Mai 1940 bei Morgengrauen landete ein Kommando mit mehreren Lastenseglern auf dem begrünten Dach des Fort Eben-Emael (südlich von Maastricht, an der Maas) und schaltete die schwer gepanzerten Kuppeln der Geschütze mit aufgelegten Hohlladungen aus. Die Belgier verstanden – auch im Nachhinein – nicht, wie den Deutschen die Sprengungen gelungen waren; dies trug zum Nimbus von Begriffen wie Blitzkrieg und Wunderwaffe bei. Am Morgen des 10. Mai landeten auch Fallschirmspringer in Dordrecht, um die Moerdijk bridges zu besetzen, und auf dem nahegelegenen Flugplatz Waalhaven (südlich von Rotterdam). Es gelang ersteren, die Brücken bis zum Eintreffen von Wehrmachttruppen am 14. Mai 1940 zu halten.
In der Roten Armee gab es im Jahr 1941 fünf Luftlandekorps mit je drei Brigaden. Größere Luftlandeunternehmen gab es von sowjetischer Seite im Zweiten Weltkrieg nur zwei, im Jahr 1942 bei Wjasma und im September 1943 bei der Überwindung des Dnepr. Im August 1945 wurde eine Luftlandung als Eröffnungsschlag gegen die Kwantung-Armee in Nordchina durchgeführt.
Während der Operation Market Garden (17. bis 27. September 1944) sprangen 39.620 westalliierte Fallschirmjäger hinter den feindlichen Linien ab.
Während der Operation Varsity (Rheinüberquerung nördlich von Wesel) sprangen am 24. März 1945 14.365 Soldaten per Fallschirm über dem rechten Rheinufer ab.
Nach 1945 führten Franzosen, Israelis, Amerikaner und Russen mittlere und größere Luftlandungen durch:
- Einsatz von französischen Fallschirmjägern im Indochinakrieg, im Kongo (Opération Léopard) und im Algerienkrieg (bis 1962)
- größere Luftlandeunternehmen in Nordkorea in den Jahren 1950/1951 durch US-Streitkräfte
- Britische und französische Soldaten sprangen im Jahr 1956 während der Sueskrise über Ägypten ab
- Israelische Streitkräfte führten im Jahr 1967 im Verlauf des Sechstagekrieges und im Jahr 1973 während des Jom-Kippur-Krieges größere Luftlandeoperationen durch.
- US-Invasion in Grenada (Oktober–Dezember 1983),
- während der sowjetischen Intervention in Afghanistan führte die Rote Armee einige Luftlandeeinsätze im Rahmen der Bekämpfung von größeren Verbänden der Mudschahedin durch; zumeist wurden die Fallschirmjäger taktisch jedoch mit Hubschraubern in der Flanke oder im Rücken abgesetzt und wirkten mit den mechanisierten Kräften zusammen.
- Einsatz der 101. US-Luftlandedivision im Irakkrieg (2003)
- Eine der letzten Luftlandeoperationen war am 28. Januar 2013 durch französische Fallschirmjäger die Einnahme der Stadt Timbuktu im Rahmen der Opération Serval. Der Absprung wurde unter anderem von einer Harfang-Drohne gefilmt (s. Weblinks).

## Durchführung
Luftlandeoperationen werden von Fallschirmjägern durchgeführt und von Luftlandepionier-, Luftlandeaufklärungs-, Luftlandefernmelde- und Luftlandeunterstützungseinheiten unterstützt. Bedingt sind auch gewöhnliche Infanteriekräfte nach Einweisung und Ausbildung in der Lage, Luftlandeoperationen mit Hubschraubern als Luftlandungen durchzuführen. Neben dem Verhalten im Luftfahrzeug bedarf es vor allem der Ausbildung für das Verhalten nach dem Absetzen im Feindgebiet, da alle Flanken und der Rücken der eingesetzten Truppe zunächst offen sind.
Eine Luftlandung wird von den eigenen Luftstreitkräften unterstützt. Fallschirmjäger werden von Transportflugzeugen (im Zweiten Weltkrieg auch Lastensegler) oder Hubschraubern über oder nahe dem Einsatzgebiet abgesetzt. Zur Verhinderung von Luftlandeoperationen mit Lastenseglern wurden im Zweiten Weltkrieg von deutscher Seite mögliche Landezonen durch sogenannten Rommelspargel und Minen gesperrt.

## Geschichte
Das erste bekannte Luftlande-Kommando-Unternehmen der Militärgeschichte war die Sprengung der Bahnlinie Rowno–Brody durch Rudolf Windisch und Maximilian von Cossel am 2. Oktober 1916. Als geistige Väter der Sprengung wichtiger feindlicher Eisenbahnlinien mittels Luftlande-Kommando-Unternehmen galten bisher die Generäle Paul von Hindenburg und Erich von Falkenhayn. Die Idee existierte aber bereits in der Vorkriegszeit. Bei der Einweihung des Flugstützpunktes Bautzen in Sachsen fanden Flugwettbewerbe statt. Wie der „Sächsische Erzähler“ berichtete gab es am 17. September 1913 dort einen Eisenbahn Zerstörungswettbewerb. Die Flieger mussten aus 300 Meter Höhe an einer markierten Schienenanlage landen, Kanonenschläge zünden, danach das Flugzeug wieder besteigen und ohne fremde Hilfe starten. Die Rowno–Brody-Operation war eine militärische Pionierleistung und vor allem zukunftsweisend. Deshalb folgten ähnliche Unternehmungen von deutschen Heeres und Marinefliegern an der russischen, rumänischen Front, auf der Sinai Halbinsel und an der Westfront. Die erste eigentliche Luftlandeoperation der Militärgeschichte wurde von Marineflugzeugen der kaiserliche Marine während der Operation Albion am 15. Oktober 1917 durchgeführt. Ein Offizier und 16 Mann saßen auf den Schwimmern von Wasserflugzeugen und besetzen die Inseln Runö (heute Ruhnu) und Abro (heute Abruka) im rigaischen Meerbusen.
Die Luftlandeschlacht um Kreta (Unternehmen Merkur) war ein operatives Luftlandeunternehmen, bei der Luftlandetruppen selbständig Geländeabschnitte und nachfolgend einen gesamten Gefechtsraum einnehmen sollten.
Am Invasionstag, dem 20. Mai 1941, brachten 593 Transportflugzeuge deutsche Luftlandeeinheiten nach Kreta. Die abgesprungenen deutschen Fallschirmjäger gerieten dabei in das vorbereitete Feuer der Luft- und Fliegerabwehr; viele wurden bereits im Flug getötet oder verwundet. Die gelandeten Einheiten konnten zunächst keine Flugplätze für Nachschub und Verstärkungen (insbesondere Artillerie und Fahrzeuge) erobern. Außerdem gab es keine Funkverbindung zum deutschen Hauptquartier in Athen, da viele Funkgeräte bei den Landungen zerstört wurden.
Bei Sonnenuntergang des ersten Kampftages waren von den 10.000 abgesprungenen deutschen Fallschirmjägern nur noch 6000 Mann kampffähig.
Erst mit dem weiteren Einsatz der Luftwaffe und erfolgreichen Nachlandungen mit Verstärkungen von Gebirgsjägern auf den umkämpften Flugplätzen stabilisierte sich die Situation für die Angreifer. Die Alliierten, darunter Neuseeländer und Australier, verteidigten Kreta eine Woche lang, bis sie sich mit etwa 17.000 Mann absetzten. Aufgrund der hohen Verluste untersagte Hitler den weiteren Einsatz dieser Elitetruppe für Luftlandungen im größeren Umfang.
Die später jedoch geplante Luftlandeoperation zur Einnahme von Malta (Unternehmen Herkules) wurde aufgrund der vermeintlichen allgemeinen Entwicklung zu diesem Zeitpunkt auf dem Kriegsschauplatz Afrika nicht durchgeführt. Jedoch wurden sowohl beim Ausweichen der italienischen Streitkräfte als auch bei der triphibischen alliierten Landeoperation auf Sizilien deutsche Gegenluftlandungen unternommen, ebenso wie bei der Besetzung der Insel Leros.
Im Rahmen des D-Day mit der Operation Neptune wurden mehrere operative Luftlandeunternehmen der 82. US-Luftlandedivision, der 101. US-Luftlandedivision und der britischen Gleiter- und Fallschirmeinheiten durchgeführt.
Die alliierte Operation Varsity am 24. März 1945 mit dem Ziel, bei Wesel einen Brückenkopf über den Rhein zu bilden, war mit 1840 eingesetzten Flugzeugen zweier Luftwaffen-Divisionen die größte Luftlandeoperation der Kriegsgeschichte. 4978 britische und 9387 amerikanische Soldaten sprangen ab. Die britischen Verluste des ersten Tages betrugen 1078 Tote und Verletzte.

## Sonstiges
Paradummys sind Puppen, die den Gegner über die Personalstärke und den Absetzort von Luftlandeeinheiten täuschen sollen.